# The World of the Married
The World of the Married (hangul: 부부의 세계; hanja: 夫婦의 世界; rr: Bubu-ui Segye; também conhecido como A World of Married Couple; bra: O Mundo dos Casados) é uma série de televisão sul-coreana exibida pela JTBC de 27 de março a 16 de maio de 2020, estrelada por Kim Hee-ae, Park Hae-joon e Han So-hee. A série conta a história de um casal cuja traição leva a um turbilhão de vingança, tristeza e cura. É baseado na série de televisão britânica Doctor Foster, estrelando Suranne Jones no papel-título.
The World of the Married é o drama de maior audiência na história da televisão por assinatura coreana, ultrapassando Sky Castle, com seu episódio final atingindo uma classificação nacional de 28,371%. Também registrou a classificação média mais alta para um drama na televisão a cabo, com uma classificação média de 18,829%. O drama recebeu críticas positivas dos críticos por seu roteiro, direção e atuação, enquanto seu conteúdo gerou muita atenção e discussão.

## Enredo
Ji Sun-woo (Kim Hee-ae) é uma médica de medicina familiar reverenciada e diretora associada do Family Love Hospital. Ela é casada com Lee Tae-oh (Park Hae-joon), com quem ela tem um filho adolescente, Lee Joon-young (Jeon Jin-seo). Sun-woo parece ter tudo, desde uma carreira de sucesso a uma família feliz, mas sem o conhecimento dela, ela é traída pelo marido e pelos amigos.
Enquanto isso, Tae-oh sonha em se tornar um diretor de cinema famoso. Ele administra uma pequena empresa de entretenimento e cinema com o apoio de sua esposa. Mesmo que ele ame e cuide de sua esposa, Tae-oh se coloca em uma posição perigosa com um caso extraconjugal.

## Elenco

### Elenco principal
- Kim Hee-ae como Ji Sun-woo[3]
  - Jung Ha-eun como Ji Sun-woo (adolescente)

O diretor associado do Family Love Hospital e está casado com Lee Tae-oh há mais de uma década. Sun-woo cresceu como filho único em uma família em que o pai é professor e a mãe é enfermeira. Quando ela tinha 17 anos, perdeu os pais em um acidente de carro e teve que se proteger dos desafios da vida. Para escapar da dor e da solidão, ela começou a estudar assiduamente para entrar em uma faculdade de medicina em Seul. Lá, ela conheceu Lee Tae-oh. Juntos, eles formaram uma família e se estabeleceram na cidade de Go-san [b], cidade natal de Tae-oh. Ela parece ter tudo, incluindo um marido atencioso, um filho que atende às expectativas e uma grande reputação na comunidade. Tudo parecia correr tão bem, até que ela começou a suspeitar que seu marido estava tendo um caso depois de descobrir um fio de cabelo em seu cachecol. Com base em seus instintos, ela começa a duvidar de todas as pessoas ao redor do marido e seu mundo desmorona quando descobre o que suspeitava ser verdade. A vida perfeita agora está arrasada. O marido, em quem ela confia profundamente, a traiu.
- Park Hae-joon como Lee Tae-oh[3]

Um diretor de cinema casado com Ji Sun-woo há mais de uma década. Oito anos após sua formatura, Tae-oh estreou no cinema como assistente de direção. Infelizmente, o filme foi reprovado nas bilheterias. Depois de se casar, ele estava desempregado e, finalmente, abriu uma empresa de entretenimento com a ajuda de Sun-woo. Com o passar dos dias, ele ficou estressado e pressionado a ter sucesso ou parar, pois dependia da esposa para obter renda. Um dia, ele conheceu Yeo Da-kyung depois de uma apresentação em um clube com a equipe. Ele se sentiu confiante em pé na frente da bela jovem que pensa que é um empresário de sucesso. Foi a emoção diferente da sensação de estabilidade dada por Sun-woo. Tae-oh e Da-kyung então secretamente começaram um caso, sem o conhecimento de sua esposa, apesar de ele ainda a ama.
- Han So-hee como Yeo Da-kyung[9]

A única filha de Yeo Byung-gyu e Uhm Hyo-jung. Da-kyung cresceu em luxo, então ela vive sem preocupações e objetivos de vida. Ela se formou em Dança Contemporânea, seguindo os desejos de sua mãe, mesmo quando ela não tinha paixão ou talento em dançar. Por fim, ela decidiu parar de dançar e se tornou instrutora de Pilates. A garota inocente e vulnerável se apaixonou por Lee Tae-oh, um homem casado, e tem um caso com ele há mais de dois anos.
- Park Sun-young como Go Ye-rim

A esposa de Son Je-hyuk, um amigo e vizinho de Ji Sun-woo e Lee Tae-oh. Depois de se casar com Je-hyuk, Ye-rim se tornou uma dona de casa em tempo integral. Ela descobriu sobre os assuntos do marido, casos de uma noite e dependência sexual há muito tempo, mas ainda não conseguia se afastar dele. Ela não queria ser uma divorciada. Em vez de se divorciar, Ye-rim continua a viver em um mundo cheio de mentiras. Ela finalmente percebeu que seu marido tinha uma queda por sua amiga, Sun-woo. Ela finalmente traiu Sun-woo escolhendo manter em segredo o caso de Tae-oh.
- Kim Young-min como Son Je-hyuk

O marido de Go Ye-rim, bem como um amigo de Lee Tae-oh e Ji Sun-woo. O contador é amigo da cidade natal de Tae-oh. Ele ama sua esposa calma e fiel, mas fica facilmente entediado. Ele costuma gostar de negócios e usa a natureza de seu trabalho como desculpa para chegar tarde em casa. Enquanto ele se envolve continuamente em adultério, ele acaba se apaixonando por Ji Sun-woo.
- Chae Gook-hee como Sul Myung-sook

Ginecologista do Family Love Hospital e amigo íntimo de Lee Tae-oh e Ji Sun-woo. Myung-sook é uma mulher solteira que nunca teve um relacionamento sério com um homem. Ela é uma mulher de duas caras que trairia qualquer pessoa que reivindicasse como 'amiga' para conseguir o que quisesse. Ela tenta tirar proveito das tensões entre Sun-woo e Tae-oh para arrebatar a posição de diretor associado no hospital de Sun-woo.
- Lee Geung-young como Yeo Byung-gyu

Pai de Yeo Da-kyung e marido de Uhm Hyo-jung. Byung-gyu é um homem de negócios muito influente, e não há ninguém em Go-san que se atreva a ir contra sua vontade. Juntamente com sua riqueza, ele também tem fortes conexões com autoridades e políticos locais. Ele está disposto a fazer tudo ao seu alcance para fazer sua filha feliz.
- Kim Sun-kyung como Uhm Hyo-jung

A mãe de Yeo Da-kyung e esposa de Yeo Byeong-gyu. Hyo-jung é uma dona de casa em período integral e um antigo concurso de beleza. Porque Hyo-jung quer o melhor para sua filha, ela tenta tirar tudo do caminho de Da-kyung, incluindo Sun-woo.
- Jeon Jin-seo como Lee Joon-young

O único filho de Ji Sun-woo e Lee Tae-oh. Joon-young está mais perto de seu pai porque Sun-woo está ocupado no trabalho a maior parte do tempo. Ele era um filho solteiro brilhante e feliz da família. Infelizmente, surgem problemas durante a adolescência. Quando adolescente, ele fica do lado de qualquer um dos pais enquanto lida com seus conflitos internos e sua dor psicológica.
- Shim Eun-woo como Min Hyun-seo

Um barman que sofre

### Elenco de apoio

#### Pessoas no Family Love Hospital
- Lee Moo-saeng como Kim Yoon-ki[10]

Médico e especialista no departamento de neuropsiquiatria do Family Love Hospital. Yoon-ki se casou em tenra idade, mas seu casamento terminou em divórcio. Após o divórcio, ele se mudou para Go-san e ingressou no Family Love Hospital. Ele gosta de Sun-woo enquanto a observa lidando com seus problemas de longe.
- Park Choong-sun como Ma Kang-seok

Um médico do Family Love Hospital que sofre de alcoolismo desde a morte de um ente querido.
- Jung Jae-sung como Kong Ji-cheol

O diretor do Family Love Hospital.
- Kim Jong-tae como Ha Dong-sik

Um paciente regular de Ji Sun-woo. Dong-sik sofre de um distúrbio neurológico e ansiedade. Ele é um paciente que a maioria dos médicos tenta evitar enquanto visita o hospital todos os dias, mesmo com pequenos problemas, e o espírito profissional Sun-woo é o único médico em Go-san que se atreve a tratá-lo.
- Kim Ha-neul como enfermeira An
- Yoon Dan-bi como enfermeira Joo Hwa-ni

#### Outros
- Lee Hak-joo como Park In-kyu

O namorado abusivo de Min Hyun-seo. Depois de cair no jogo e falhar no exame público várias vezes, os pais de In-kyu cortaram seu apoio financeiro e, como resultado, In-kyu ficou cada vez mais zangado na vida. A violência começou como uma desculpa para Hyun-seo não ter outro homem toda vez que ela volta do trabalho tarde. Ele confunde dependência e apego por amor.
- Jo Ah-ra como Jang Mi-yun

A secretária de Lee Tae-oh, e a mãe solteira de Yoon No-eul. Ela mantém um bom relacionamento com Sun-woo, mesmo depois de não trabalhar mais para Tae-oh, pois seus filhos são amigos íntimos.
- Shin Soo-yeon como Yoon No-eul

A filha de Jang Mi-yun e um colega de classe de Lee Joon-young, que mais tarde se apaixona por ele.
- Jung Joon-won como Cha Hae-kang

Um amigo de Lee Joon-young e Yoon No -ul e filho de Cha Do-cheol. Hae-kang tem uma queda por No-eul.
- Kim Tae-hyang como Cha Do-cheol

Um vereador na cidade de Go-san.
- Yoon In-jo como esposa de Cha Do-cheol

A mãe de Cha Hae-kang e membro da Associação de Mulheres de Go-san que gosta de falar mal de outras pessoas, especialmente Ji Sun-woo.
- Choi Beom-ho como presidente Choi

Um guru imobiliário em Go-san e um amigo de Yeo Byung-gyu.
- Seo Yi-sook como esposa do presidente Choi

Uma ex-paciente de Ji Sun-woo, que descobre o caso de seu marido através do exame médico de Ji Sun-woo. Em troca, ela começa a apoiar Sun-woo na associação de mulheres Go-san e contra-ataca pessoas que falam mal de Sun-woo.
- Park Mi-hyun como esposa de Kong Ji-cheol.
- Lee Dong-ha como Lee Min-ki

O assistente de Yeo Byung-gyu
- Song Hoon como Sang-hyun
- Kwon Hyuk como advogado de Sun-woo
- Oh So-hyun como Zoe
- Yoo Yong como Woo Ho-sang
- Jeong Jae-sun como Bae Jung-sim

### Aparência especial
- Yoon Sun-woo como estudante universitário (Ep. 16)[11]

## Trilha sonora

### Parte 1
| Lançado em 28 de março de 2020 |                                |                      |         |  |
| N.º                            | Título                         | Artista              | Duração |  |
| 1.                             | "Lonely Sailing" (고독한 항해) | Kim Yoon-ah (Jaurim) | 4:45    |  |
| 2.                             | "Lonely Sailing" (Inst.)       |                      | 4:45    |  |
| Duração total:                 | Duração total:                 | Duração total:       | 9:30    |  |

### Parte 2
| Lançado em 4 de abril de 2020 |                          |                |         |  |
| N.º                           | Título                   | Artista        | Duração |  |
| 1.                            | "Nothing On You"         | Josh Daniel    | 3:09    |  |
| 2.                            | "Nothing On You" (Inst.) |                | 3:09    |  |
| Duração total:                | Duração total:           | Duração total: | 6:18    |  |

### Parte 3
| Lançado em 11 de abril de 2020 |                |                |         |  |
| N.º                            | Título         | Artista        | Duração |  |
| 1.                             | "Sad"          | Son Seung-yeon | 3:37    |  |
| 2.                             | "Sad" (Inst.)  |                | 3:37    |  |
| Duração total:                 | Duração total: | Duração total: | 7:14    |  |

### Parte 4
| Lançado em 17 de abril de 2020 |                                    |                |         |  |
| N.º                            | Título                             | Artista        | Duração |  |
| 1.                             | "Just Leave Me" (그냥 나를 버려요) | Ha Dong-kyun   | 4:20    |  |
| 2.                             | "Just Leave Me" (Inst.)            |                | 4:20    |  |
| Duração total:                 | Duração total:                     | Duração total: | 8:40    |  |

### Parte 5
| Lançado em 25 de abril de 2020 |                                              |                |         |  |
| N.º                            | Título                                       | Artista        | Duração |  |
| 1.                             | "Farewell In Tears" (눈물로 너를 떠나보낸다) | Huh Gak        | 4:17    |  |
| 2.                             | "Farewell In Tears" (Inst.)                  |                | 4:17    |  |
| Duração total:                 | Duração total:                               | Duração total: | 8:34    |  |

### Parte 6
| Lançado em 1 de maio de 2020 |                                     |                |         |  |
| N.º                          | Título                              | Artista        | Duração |  |
| 1.                           | "The Days We Loved" (사랑했던 날들) | Baek Ji-young  | 4:01    |  |
| 2.                           | "The Days We Loved" (Inst.)         |                | 4:01    |  |
| Duração total:               | Duração total:                      | Duração total: | 8:02    |  |

## Classificações
Na tabela abaixo, os números azuis representam as mais baixas classificações e os números vermelhos representam as classificações mais elevadas.
| Episódio | Data de transmissão original | Compartilhamento médio de público-alvo (AGB Nielsen) | Compartilhamento médio de público-alvo (AGB Nielsen) |
| Episódio | Data de transmissão original | Em todo o país                                       | Seul                                                 |
| -------- | ---------------------------- | ---------------------------------------------------- | ---------------------------------------------------- |
| 1        | 27 de março de 2020          | 6.260%                                               | 6.786%                                               |
| 2        | 28 de março de 2020          | 9.979%                                               | 11.023%                                              |
| 3        | 3 de abril de 2020           | 11.882%                                              | 14.016%                                              |
| 4        | 4 de abril de 2020           | 13.979%                                              | 15.794%                                              |
| 5        | 10 de abril de 2020          | 14.676%                                              | 16.118%                                              |
| 6        | 11 de abril de 2020          | 18.816%                                              | 21.390%                                              |
| 7        | 17 de abril de 2020          | 18.501%                                              | 21.406%                                              |
| 8        | 18 de abril de 2020          | 20.061%                                              | 22.276%                                              |
| 9        | 24 de abril de 2020          | 20.539%                                              | 23.175%                                              |
| 10       | 25 de abril de 2020          | 22.913%                                              | 25.878%                                              |
| 11       | 1 de maio de 2020            | 21.122%                                              | 23.986%                                              |
| 12       | 2 de maio de 2020            | 24.332%                                              | 26.747%                                              |
| 13       | 8 de maio de 2020            | 21.087%                                              | 23.920%                                              |
| 14       | 9 de maio de 2020            | 24.307%                                              | 26.841%                                              |
| 15       | 15 de maio de 2020           | 24.442%                                              | 27.975%                                              |
| 16       | 16 de maio de 2020           | 28.371%                                              | 31.669%                                              |
| Média    | Média                        | 18.829%                                              | 21.188%                                              |
| Especial | 22 de maio de 2020           | 3.904%                                               | 4.777%                                               |
| Especial | 23 de maio de 2020           | 4.288%                                               | 4.534%                                               |

- Este drama foi transmitido por um canal de televisão por assinatura, que normalmente tem um público relativamente menor em comparação com as emissoras de televisão abertas (KBS, SBS, MBC e EBS).

## Transmissão internacional
- The World of the Married está disponível para transmissão on-line através do Viu em Hong Kong, Cingapura, Filipinas, Tailândia, Malásia, Indonésia e Mianmar. A série se tornou o drama mais assistido na plataforma de streaming, sendo assistida por mais de 55% do público de Viu na Ásia desde o início de sua exibição.
- Japão - A série será exibida no canal a cabo KNTV a partir de 10 de julho de 2020 como um trabalho que a Stream Media Corporation, proprietária da KNTV disse que "reescreveu a história dos dramas coreanos".
- Indonésia - A série está disponível para transmissão no iflix com legendas indonésias. Foi um dos tópicos mais quentes nos grupos de bate-papo e nas mídias sociais do país, além de uma fonte rica de memes. Devido à sua alta popularidade, foi ao ar na Trans TV em 11 de maio de 2020.
- Vietname - A série começou a ser exibida no K+ NS em 16 de maio de 2020.
- Filipinas - A série será exibida em breve na ABS-CBN como parte da oferta de aniversário de 17 anos do The First and True Home of Asianovelas.